# Lost Someone
"Lost Someone" é uma canção gravada por James Brown em 1961. Foi escrita por Brown e membros dos The Famous Flames, Bobby Byrd e  Baby Lloyd Stallworth. Assim como "Please, Please, Please", a letra da canção combina um lamento por um amor perdido com um pedido de perdão.  O single alcançou o número 2 da parada R&B e número 48 da parada pop. De acordo com Brown, "Lost Someone" é baseada em uma progressão musical da canção de Conway Twitty, "It's Only Make Believe".

## Créditos
- James Brown - vocais

com a James Brown Band:
- Roscoe Patrick - trompete
- J.C. Davis - saxofone tenor
- Bobby Byrd - orgão
- Les Buie - guitarra
- Hubert Parry - baixo
- Nat Kendrick - bateria
- Outros instrumentos - desconhecido[4]

## Versão deLive at the Apollo
A performance de "Lost Someone" é a peça central do álbum de Brown de 1963 Live at the Apollo. Com aproximadamente 11 minutos de duração e abrangendo duas faixas do LP original (fim do Lado 1 e início do Lado 2), é amplamente reconhecida como o ponto alto do álbum.
Uma versão editada da apresentação ao vivo foi lançada como single em 1966 e alcançou o número 94 da parada Pop.
Longas e prolongadas apresentações de "Lost Someone" continuaram a ser feitas nos shows ao vivo de Brown até 1966, quando "It's a Man's Man's Man's World" a suplantou em seu repertório durante os shows. Brown algumas vezes interpolava partes de "Lost Someone" dentro de "It's a Man's World", como durante a performance documentada de 1967 em Live at the Apollo, Volume II.

### Créditos
- James Brown - vocais

com a James Brown Band:
- Lewis Hamlin - diretor musical, trompete principal
- Roscoe Patrick - truompete
- Teddy Washington - trompete
- Dickie Wells - trombone
- William "Po' Devil" Burgess - saxofone alto
- St. Clair Pinckney - principal saxofone tenor
- Al "Briscoe" Clark - saxofones tenor e barítono
- Les Buie - guitarra
- Bobby Byrd - orgão
- Hubert Parry - baixo
- Clayton Fillyau - bateria principal
- Provavelmente George Sims - bateria[6]

## Outras versões
Brown fez diversas outras gravações de "Lost Someone", incluindo:
- Uma versão com sessão de cordas em seu álbum de 1963 Prisoner of Love
- Uma versão de estúdio similar a performance de 1962 no Apollo no álbum de 1972 Get On The Good Foot
- Uma versão balada no álbum de 1974 Hell

## Covers
- The Residents gravou uma cover satírica da introdução de "Lost Someone" em seu álbum tributo de 1984 George & James.
- Cat Power gravou "Lost Someone" para seu álbum de 2008 Jukebox.